# Браславський Абель Ізраїльович
Абель (Аба) Ізраїльович Браславський (англ. Abel Braslavsky; також Абель Браслау англ. Abel Braslau; 13 червня 1864, Бориспіль, Переяславський повіт, Полтавська губернія або 1861, Київ — 19 жовтня 1925, Нью-Йорк, США) — діяч народницького та анархістського рухів. Через переслідування у Російській імперії, був вимушений емігрувати до США де здобув медичну освіту і працював лікарем, також редагував єврейські анархістські газети. Батько оперної співачки Софі Браслау.

## Життєпис

### Російська імперія
Абель Браславський народився 13 червня 1864 року у єврейській міщанській родині у місті Бориспіль Переяславського повіту Полтавської губернії, або за іншими відомостями у 1861 році у Києві.
Здобував освіту у Лубенській гімназії, під час навчання вчителі помітили його голос, він мав гарний тенор. Браславський став членом гімназичного хору, а також кожного літа, разом з трьома іншими гімназистами, давав концерти у провінції на яких виконував народні пісні. Від професійної кар'єри співака його відговорив батько, який негативно ставився до цієї професії. Гімназію не закінчив, залишив її у восьмому класі. Був одружений з Олександрою (Лашею) Гудельман. У квітні 1882 року, Абеля Браславського було обшукано та притягнуто до дізнання при Полтавському жандармському управлінні. Його звинувачували в організації народницького гуртка серед лубенських учнів. Браславський знаходився під арештом з 21 квітня до 1 травня, був відпущений з встановленням особливого нагляду поліції. Не зважаючи на це, вже в травні, разом з дружиною, покинув країну та втік до США. Справа Браславського була призупинена за зголошенням міністрів юстиції та внутрішніх справ.
Перед від'їздом передав нелегальну літературу своєму гімназійному товаришу Михайлу Антоконенко. Після обшуку в останнього 21 січня 1890 року та його допиту, на Браславського знову було відкрите дізнання, яке, за зголошенням міністрів юстиції та внутрішніх справ від 13 серпня 1890 року, було призупинене до його арешту або явки.

### Сполучені Штати Америки

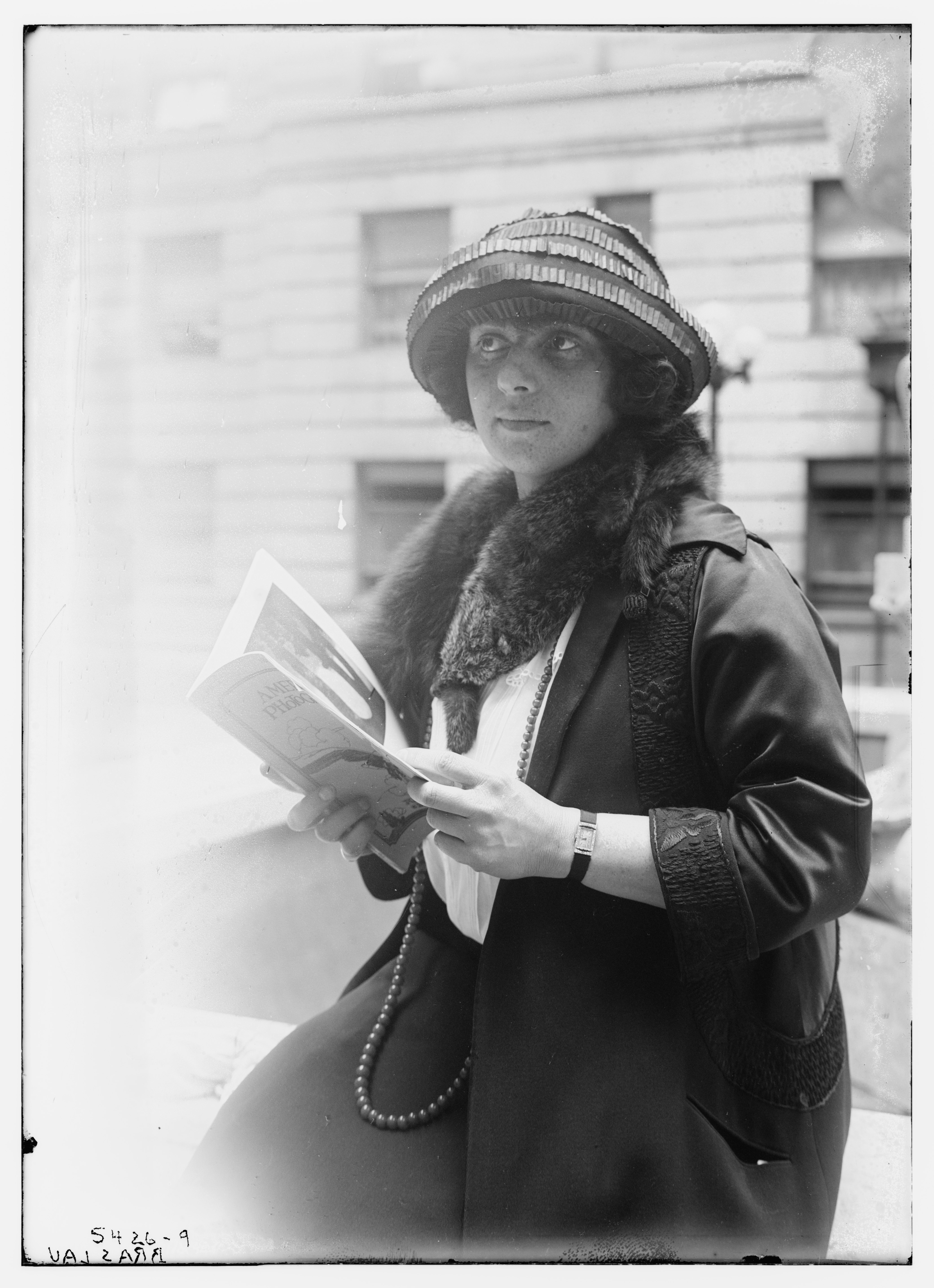
Софі Браслау

По прибутті до США, Абель Браславський оселився у Нью-Йорку, спочатку працював складачем. Брав активну участь у соціалістичному русі єврейських робітників міста. У 1886—1889 роках, разом з Мозесом Мінцем, редагував щотижневу «Нью-Йоркську єврейську народну газету» (нім. New Yorker Yiddishe Volks Zeitung). Дослідник Сідні Вейссбергер зазначав, що ця радикальна газета мала «компетентних молодих редакторів». Після закриття газети, Браславський працював в інших єврейських газетах та журналах США. Зокрема редагував щотижневі газети «Ранкова зірка» (нім. Morgenshtern) та «Вільний голос праці» (їд. פֿרייע אַרבעטער שטימע; романізовано як: Fraye arbeṭer shṭime). В останній газеті редакція була розділена на дві радикальні частини, Браславський відстоював соціалістичну позицію, а його колега Давид Едельштадт — анархічну. Також Браславський співпрацював з газетами півдня Російської імперії. Загалом Браславський відігравав важливу роль в анархістському русі Нью-Йорку.
Одночасно з видавничою діяльністю, Браславський навчався у Медичному коледжі Нью-Йоркського університету, через фінансові проблеми зміг його закінчити лише у 1889 році з присудженням медичного ступеня доктор медицини. Того ж року став членом Медичної асоціації штату Нью-Йорк і почав займатися медичною практикою. Був членом Медичного товариства штату Нью-Йорк та Американської Медичної Асоціації. Дослідник Едвард Пірсон характеризував Браславського, як достатньо відомого лікаря.
Завдяки успішній кар'єрі купив будинок на Західній 86-й вулиці Нью-Йорку, частину якого обладнав для ведення медичної практики. 15 жовтня 1890 року змінив ім'я на Абель Браслау (англ. Abel Braslau)⁨. Подружжя Браслау брало активну участь у культурному житті міста, їх будинок часто відвідували артисти, скульптори, письменники, науковці, теологи та особливо музиканти. Певний час у будинку Браслау жив російський актор Павло Орлєнєв, коли гастролював зі своєю трупою у Нью-Йорку. Інша гостя подружжя — ⁣анархістка Емма Гольдман — так згадувала подружжя у мемуарах: «чарівні люди, справжні, гостинні російські душі; вечори в їхньому домі завжди давали мені відчуття свободи та звільнення».
16 серпня 1892 року у родині Абеля та Олександри Браслау народилася їхня єдина дитина — Софі. Батьки вважали, що їх дочка стане відомою піаністкою, тому вона з шестирічного віку займалася музикою. Також подружжя Браслау з дитиною часто відвідували вистави, концерти та лекції. Особливо малій Софі подобалися відвідини з батьками Метрополітен-опери, завдяки яким вона і вирішила стати оперною співачкою. Сам Абель Браслау, який за життя в Російській імперії вивчив більше ніж двісті народних пісень, займався їх транскрибуванням та виданням.
Пам'ятаючи про фінансові проблеми з якими він стикнувся під час здобування вищої освіти, Абель Браслау заснував у 1925 році позичковий фонд для незаможних студентів Нью-Йоркського університету.
Помер Абель Браслау увечері 19 жовтня 1925 року вдома від серцевого нападу, в той час, коли його дочка виступала на Массачусетському музичному фестивалі у Спрінгфілді⁨. Він був похований на цвинтарі Маунт-Кармел у Нью-Йорку.

### Коментар
1. ↑  Згідно зі спогадами своєї дочки, Абель Браславський мав гарний голос і «він міг би стати оперним співаком якби захотів»[2].